# اغتيال بينظير بوتو

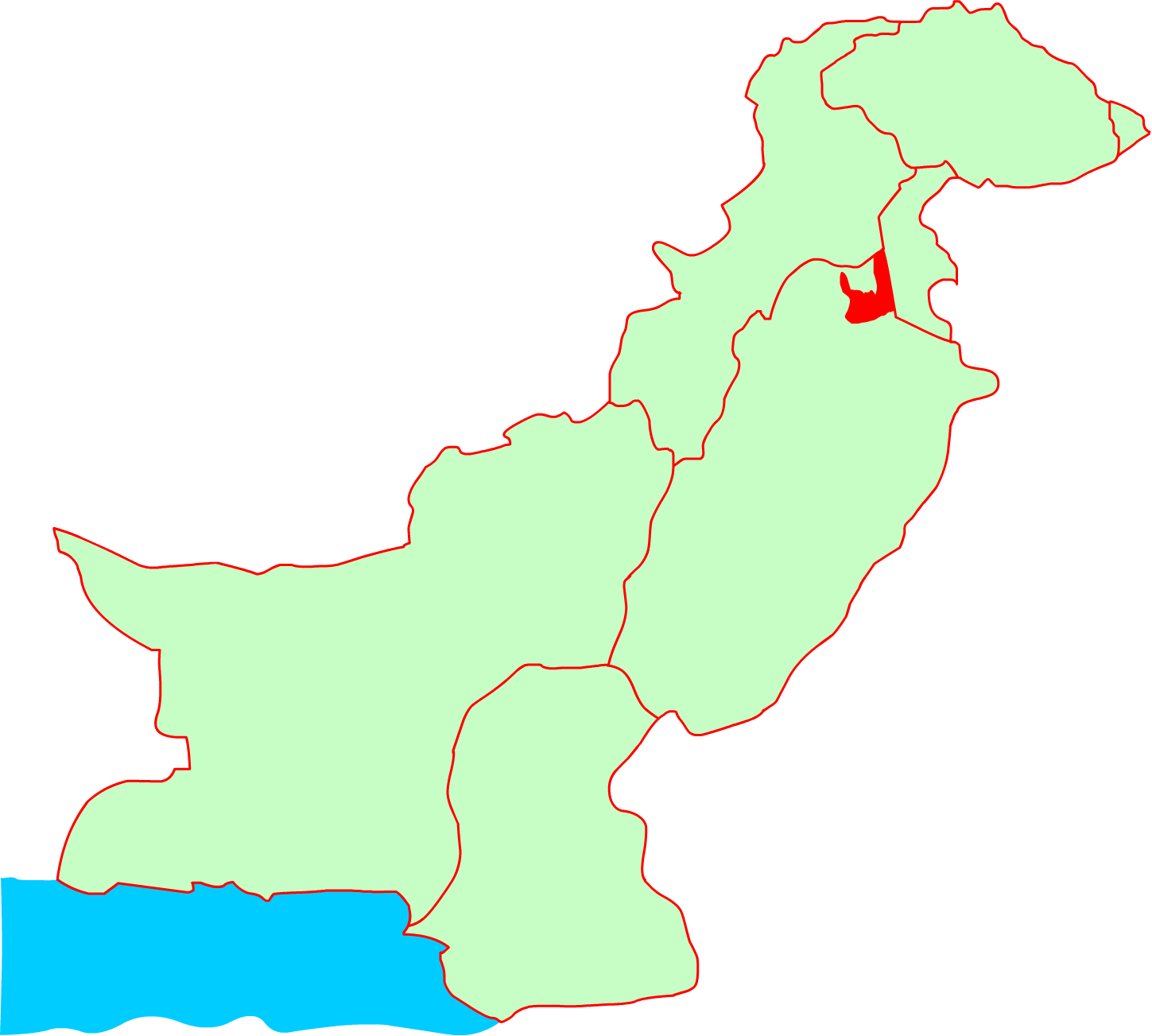
موقع مدينة روالبندي، باكستان

وقع اغتيال بينظير بوتو في 27 ديسمبر 2007 في مدينة راولبندي الباكستانية. كانت بوتو رئيسة وزراء باكستان لفترتين (1988-1990؛ 1993-1996) وهي أول أمرأة مسلمة تتولّى ذلك المنصب حتى أنها أصبحت زعيمة حزب الشعب الباكستاني المعارض، وكانت تعد للانتخابات المقرر عقدها في يناير 2008. وقع إطلاق نار ثم فجّر مهاجم نفسه. أُكِدَّت وفاتها في الساعة 18:16 حسب التوقيت المحلي (13:16 حسب التوقيت العالمي) في مستشفى راولبندي العام. قُتل ما لا يقل عن 23 شخصًا آخرَ في الهجوم. كانت بوتو قد نجت من محاولة اغتيال سابقة عام 2007 تسببت بمقتل ما لا يقل عن 139 شخصًا بعد عودتها من المنفى بشهرين.
أشارت التقارير الأولى إلى أن بينظير توفيت من الطلقات النارية أو من شظايا القنبلة، لكن وزارة الداخلية الباكستانية ذكرت أنها توفيت من ارتطام رأسها بسقف السيارة نتيجة لقوة الانفجار، لكن مؤيدي بوتو رفضوا هذه النتيجة وأصروا على أنها قِتلت من طلقتين ناريتين أصابتها قبل الانفجار، وتراجعت الوزارة لاحقًا عن ادعائها. أشارت التحقيقات اللاحقة التي قام بها سكوتلاند يارد إلى أن العيارات النارية لم تكن سبب الوفاة، ورجّح أن تكون توفيت من ارتطام رأسها بسقف السيارة كما ذكرت وزارة الداخلية في البداية.

## محاولة الاغتيال الأولى
في 18 أكتوبر 2007، استهدف هجومٌ موكب بنظير بوتو بعد عودتها إلى باكستان. وقع الانفجار في مدينة كراتشي. واتهمت بنظير بوتو موالي الرئيس ضياء الحق بالضلوع فيه، كما تلقت تهديداً من تنظيم القاعدة بقتلها.

## عملية الاغتيال
يوم 27 ديسمبر/كانون الأول 2007م بعد خروجها من تجمع انتخابي حزبي لأنصارها، وقفت في فتحة سقف سيارتها لتحية الجماهير، عندها أطلق النار أحد المسلحين على بنظير وسط أنصار حزبها في مدينة راولبندي قرب إسلام آباد العاصمة. وعند إصابة بوتو برصاص المسلح في الرأس والرقبة اتبعها عملية تفجير انتحاري يبعد عنها 25 مترا، في مكان التجمع حيث أدت إلى مقتل عدد من مناصري حزب الشعب الباكستاني وجرح آخرين. في حين أن بوتو توفيت بعد نقلها إلى المستشفى متأثرة بجروحها.

## أعمال الشغب التي أعقبت الاغتيال
جرت أعمال شغب في العديد من مدن باكستان عقب انتشار نبأ وفاة بوتو في عملية الاغتيال حيث وقع 11 قتيل في إقليم السند أحد معاقل حزب الشعب الباكستاني بينهم 4 في مدينة كراتشي. إضافة إلى حرق العديد من المحال والسيارات كما انتشرت أعمال الشغب في مدن مثل كويتا وملتان وشيكاربور وحيدر آباد وإقليم بيشاور المحاذي لأفغانستان حيث اضطرت الشرطة لاستخدام الهراوات والغاز المسيل للدموع لتفريق الجموع.

## الدفن
دُفنت بنظير بوتو قرب قبر والدها ذو الفقار بوتو يوم 28 ديسمبر/كانون الأول 2007م في مدفن العائلة في قرية غاري خودا باكش في إقليم السند جنوب البلاد.

## ردود الفعل
أثارت عملية الاغتيال ردود فعل دولية سريعة إضافة إلى أعمال شغب في عدة مناطق باكستانية. كما اجتمع مجلس الأمن الدولي لمناقشة الموضوع وأصدر بياناً يدين الاغتيال.
- باكستان انتقد رئيس الوزراء الباكستاني السابق نواز شريف الهجوم وزار المستشفى الذي نقل إليه جثمان بنظير بوتو. كما انتقد الرئيس الباكستاني برويز مشرف حادثة الاغتيال ودعى الشعب الباكستاني إلى التزام الهدوء وأعلن الحداد.[12]
- جامعة الدول العربية: أدانت الجامعة العربية اغتيال بوتو ووصفته بأنه جريمة إرهابية. وقال أمين عام الجامعة عمرو موسى: إنه تلقى نبأ «جريمة الاغتيال الإرهابية النكراء التي تعرضت لها بوتو بالحزن والأسى».[13]
- الولايات المتحدة: أدان الرئيس الأمريكي جورج بوش بمقتل بوتو في بيان أصدره البيت الأبيض قائلا: «إن الولايات تدين بشدة هذا العمل الجبان الذي قام به المجرمون المتطرفون الذي يسعون لتقويض الديمقراطية في باكستان وتقف إلى الجانب الباكستاني في صراعه ضد قوى الإرهاب والتطرف.» [14]
- السعودية : استنكر الملك عبد الله آل سعود اغتيالها ووصف الفاعلين بأنهم: قتلة أشرار ابتعدوا عن الإسلام وعن القيم وعن الأخلاق وتحولوا إلى وحوش تسفك الدماء البريئة وتحاول فرض شريعة الغاب ودعا الله: أن يكتب لباكستان الغالية وشعبها النبيل العزة والمنعة والانتصار على عصابات الشر والظلام
- روسيا: أدان الرئيس الروسي فلاديمير بوتين الاغتيال ووصفه بالعمل البربري.
- فرنسا: أدان الرئيس الفرنسي نيكولا ساركوزي الاغتيال ووصف العملية بالجريمة الفظيعة والبشعة، وقد قال:إن الإرهاب والعنف لا مكان لهما في الحوار الديمقراطي، ومن الضروري أن تجري الانتخابات المقبلة في باكستان في جو من التعددية والشفافية والأمن والديمقراطية.
- المملكة المتحدة أدانت بريطانيا الاغتيال على لسان رئيس وزرائها جوردن براون ووزير خارجيتها حيث أعرب براون عن أنه يشعر ببالغ التأثر والأسى لمقتل بوتو، ودعا إلى التمسك بضبط النفس والوحدة.
- الهند, وصفت الهند عملية الاغتيال بالعمل المقيت في بيان رسمي.
- أفغانستان, كان الرئيس الأفغاني حامد كرزاي قد التقى بوتو قبل ساعات من اغتيالها، وقد أدان عملية الاغتيال قائلا إنه صدم لرحيل "ابنة باكستان [14] والعالم الإسلامي."

## الإتهام
وجهت الشرطة الباكستانية في بداية شهر مارس/آذار 2008 الاتهام رسميا إلى بيت الله محسود، وهو زعيم ميليشيا طالبان باكستان الموالية لطالبان و4 آخرين بالتخطيط لاغتيال زعيمة المعارضة بينظير بوتو.
وفي يونيو 2009 قال مساعد منشق عن بيت الله محسود أن الأخير هو الذي دبر عملية اغتيال بينظير بوتو.